# إثيل ماي ديكسي
إثيل ماي ديكسي (بالإنجليزية: Ethel May Dixie)‏ هي رسامة جنوب أفريقية، ولدت في 9 مايو 1876، وتوفيت في 11 أكتوبر 1973.